# Salaoua Announa
Salaoua Announa (em árabe: سلاوة عنونة) é uma cidade e comuna localizada na província de Guelma, Argélia. Segundo o censo de 2008, a população total da cidade era de 3 244 habitantes. Durante o império romano, a cidade era chamada Thibilis.